# Sommenäs (naturreservat)
Sommenäs är ett naturreservat i Kinda kommun i Östergötlands län.
Området är naturskyddat sedan 2007 och är 32 hektar stort. Reservatet omfattar två åtskilda västslutningar öster om gården Sommenäs och sjön Sommen. Reservatet består av ädellövhage i den södra delen och ädellövskog i den norra.